# Actinote violae
Actinote violae is een vlinder uit de familie van de Nymphalidae. De wetenschappelijke naam van de soort is, als Papilio violae, voor het eerst geldig gepubliceerd in 1775 door Johann Christian Fabricius.

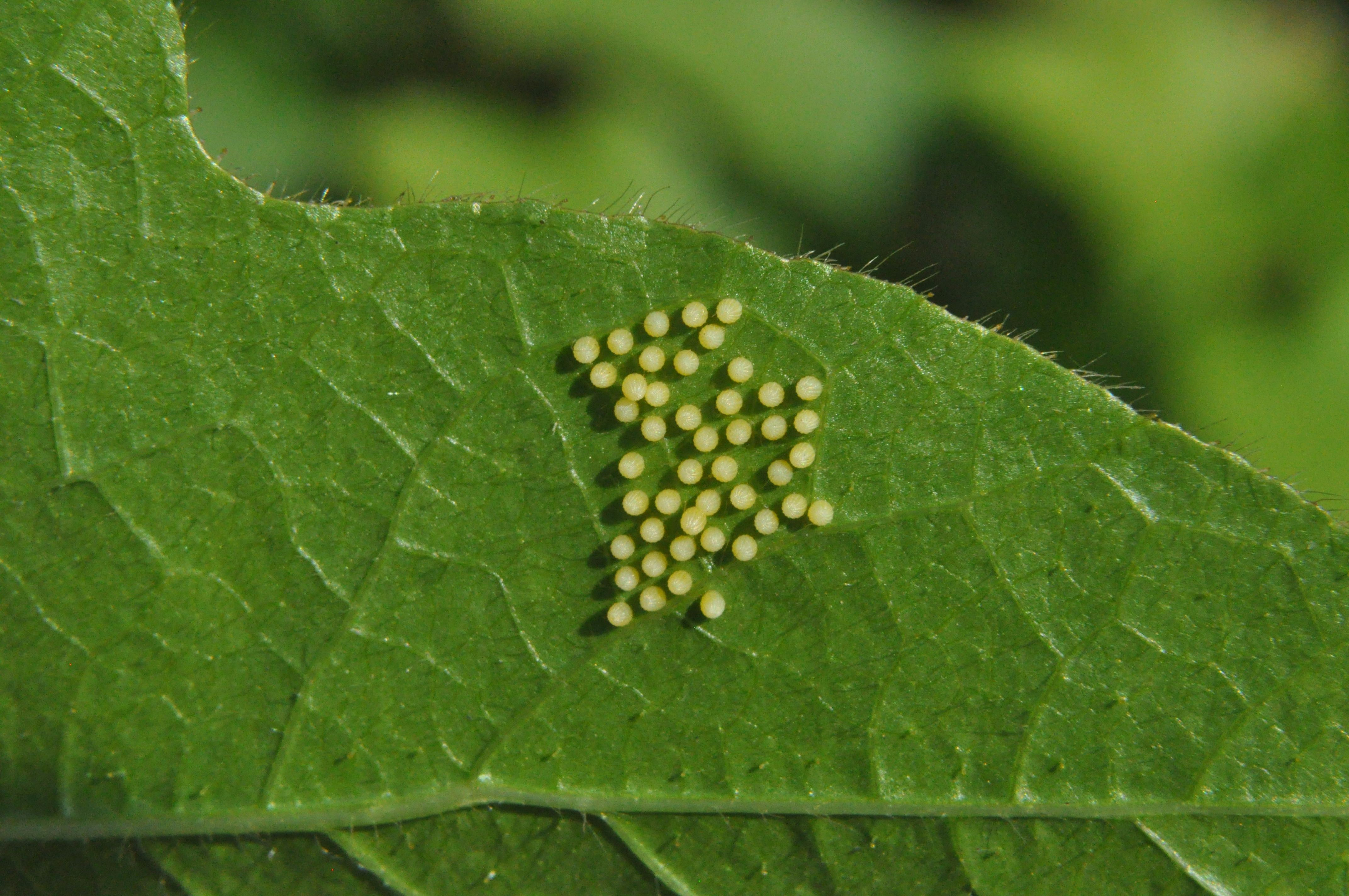
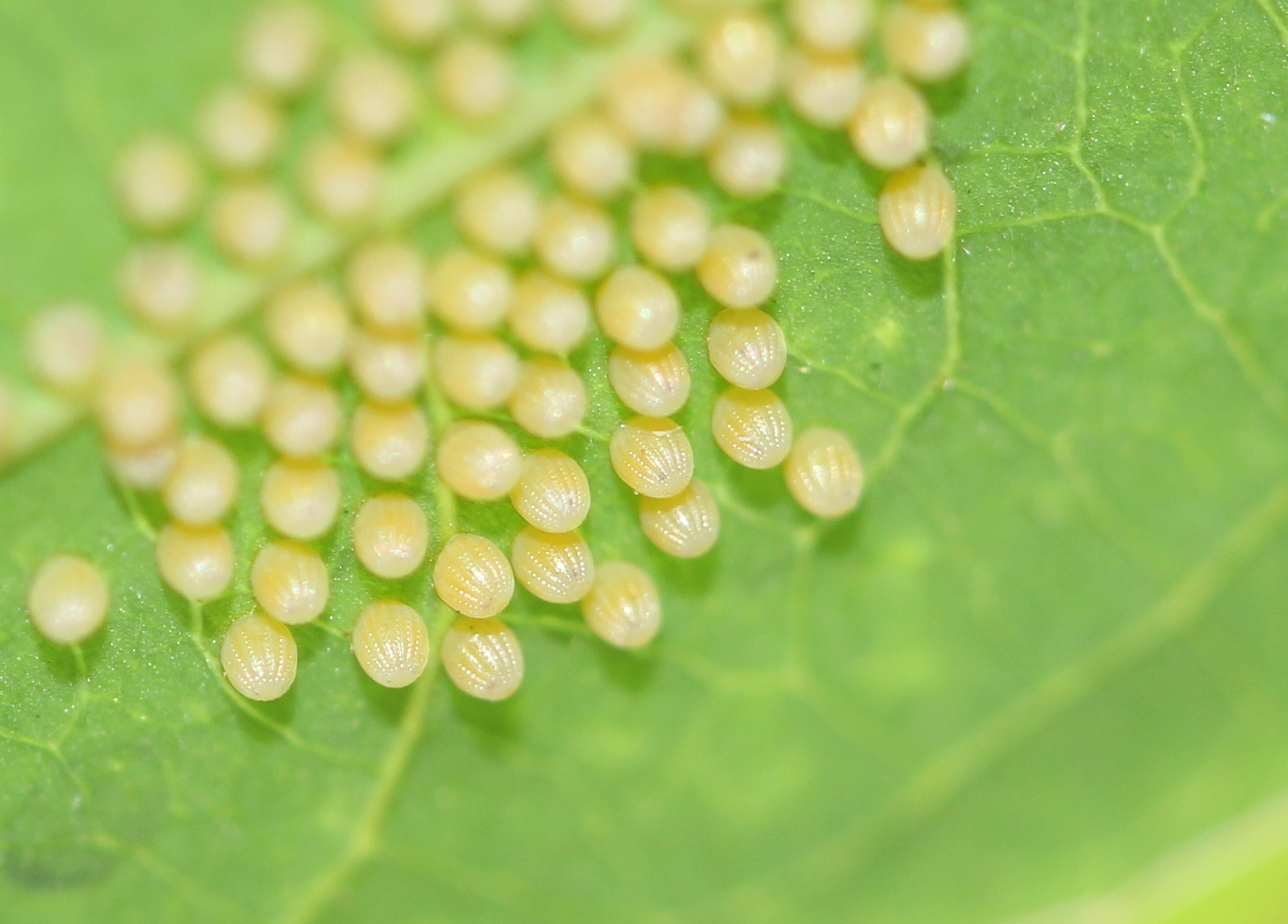
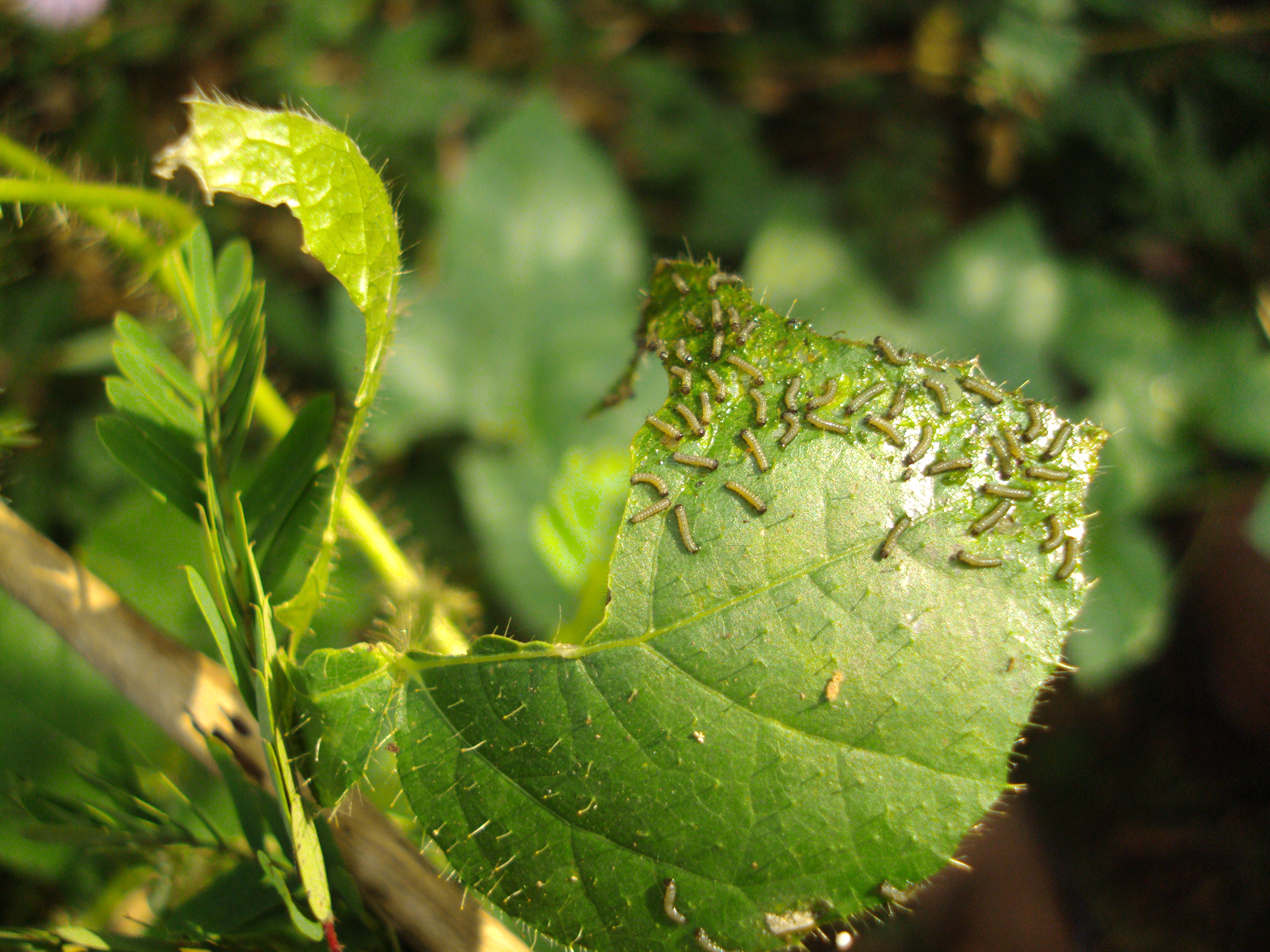
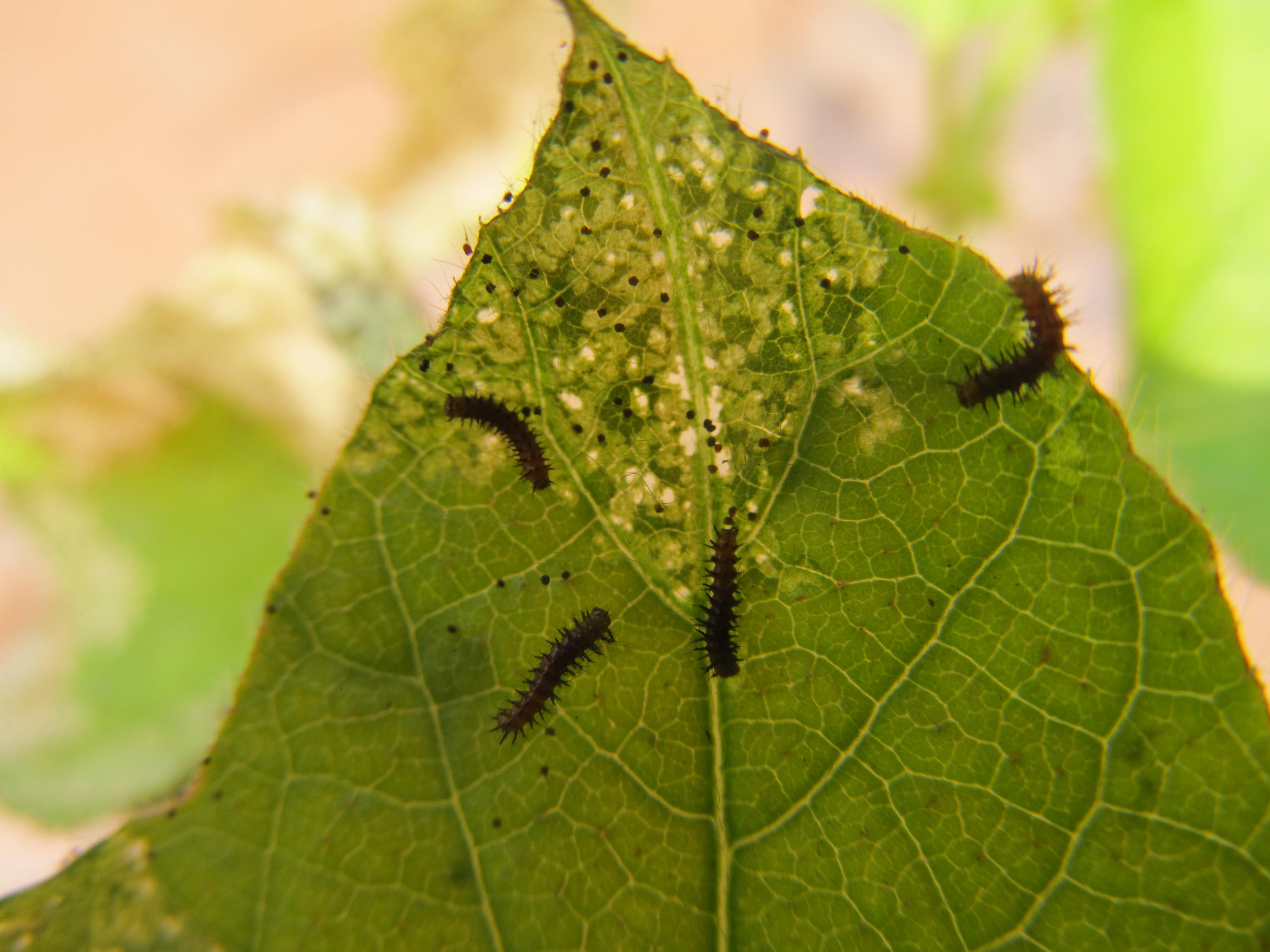
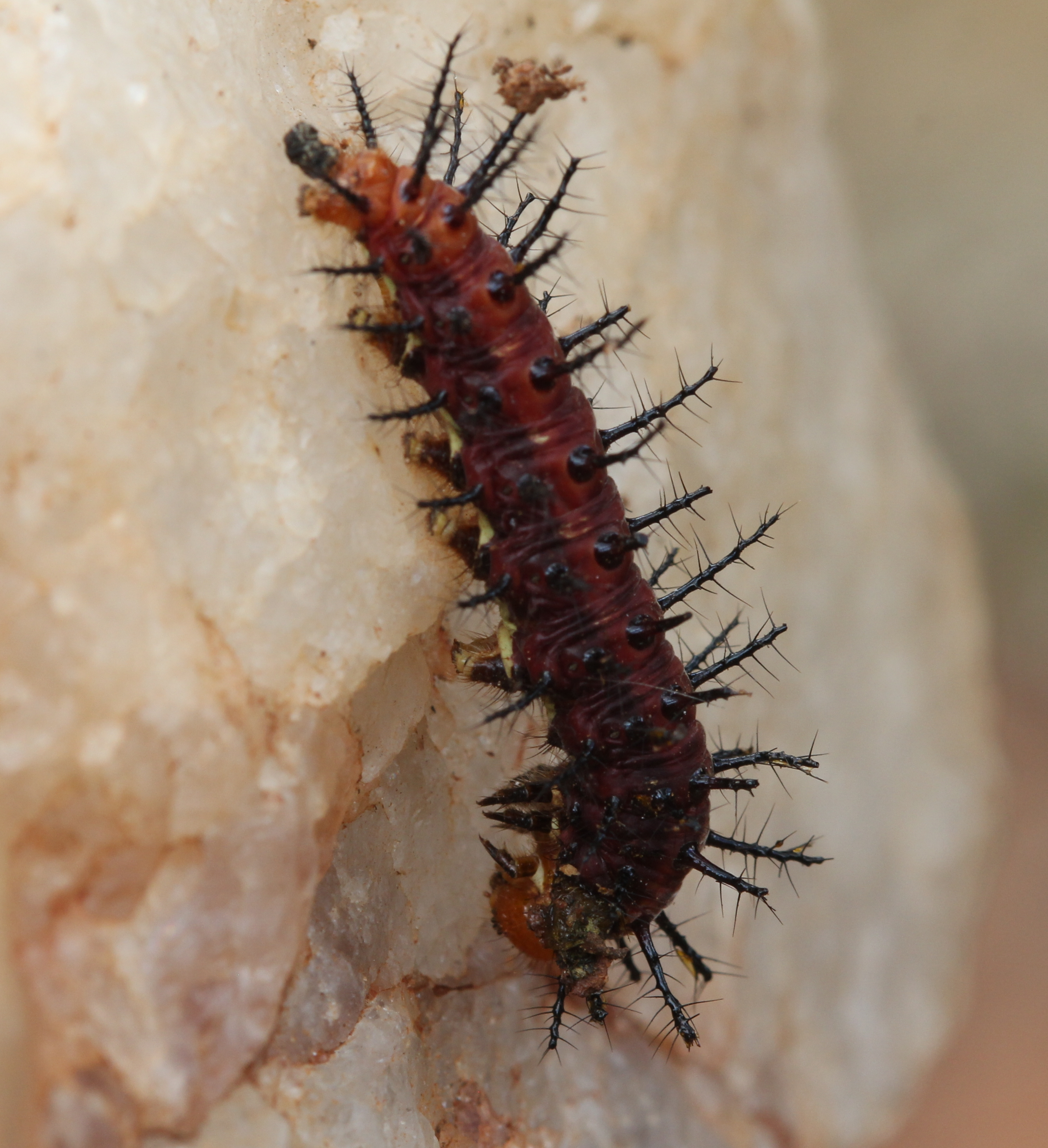
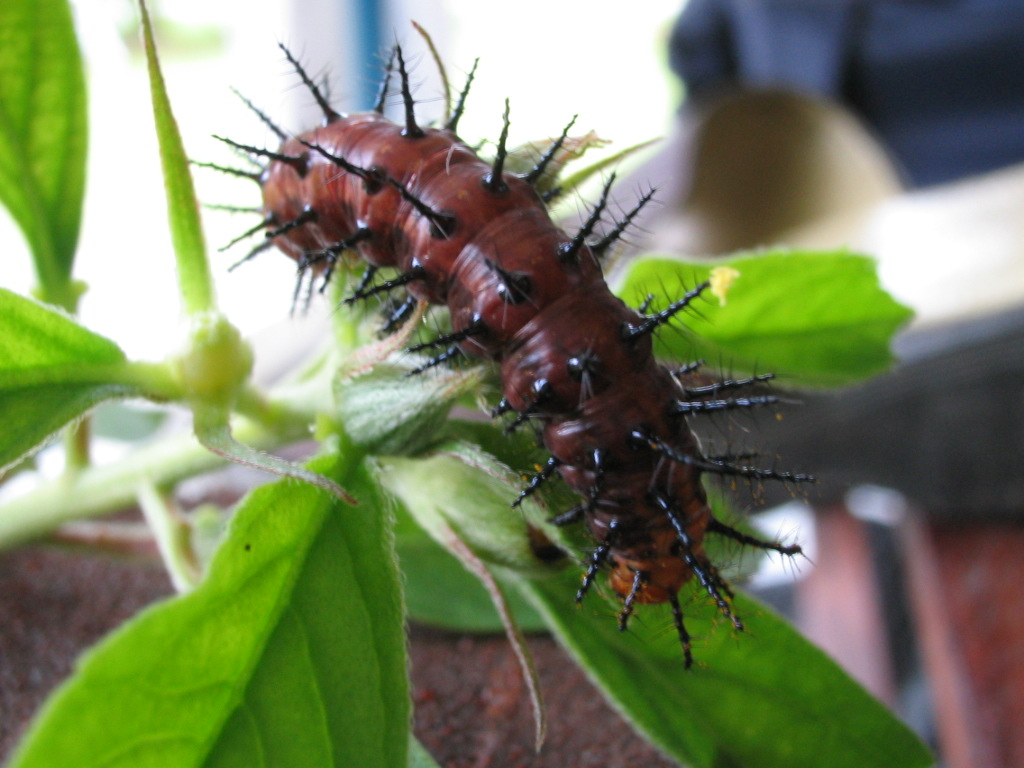
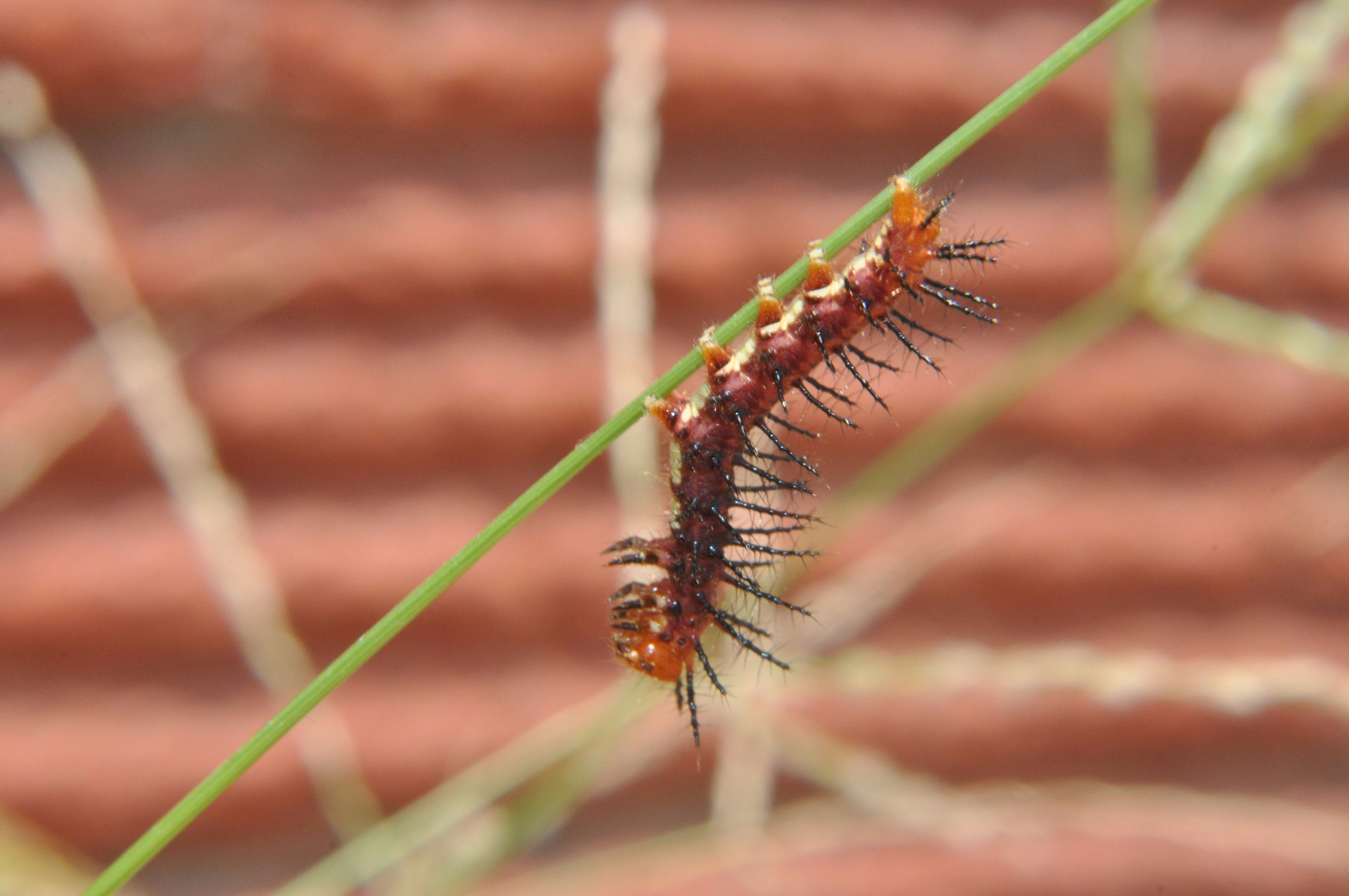
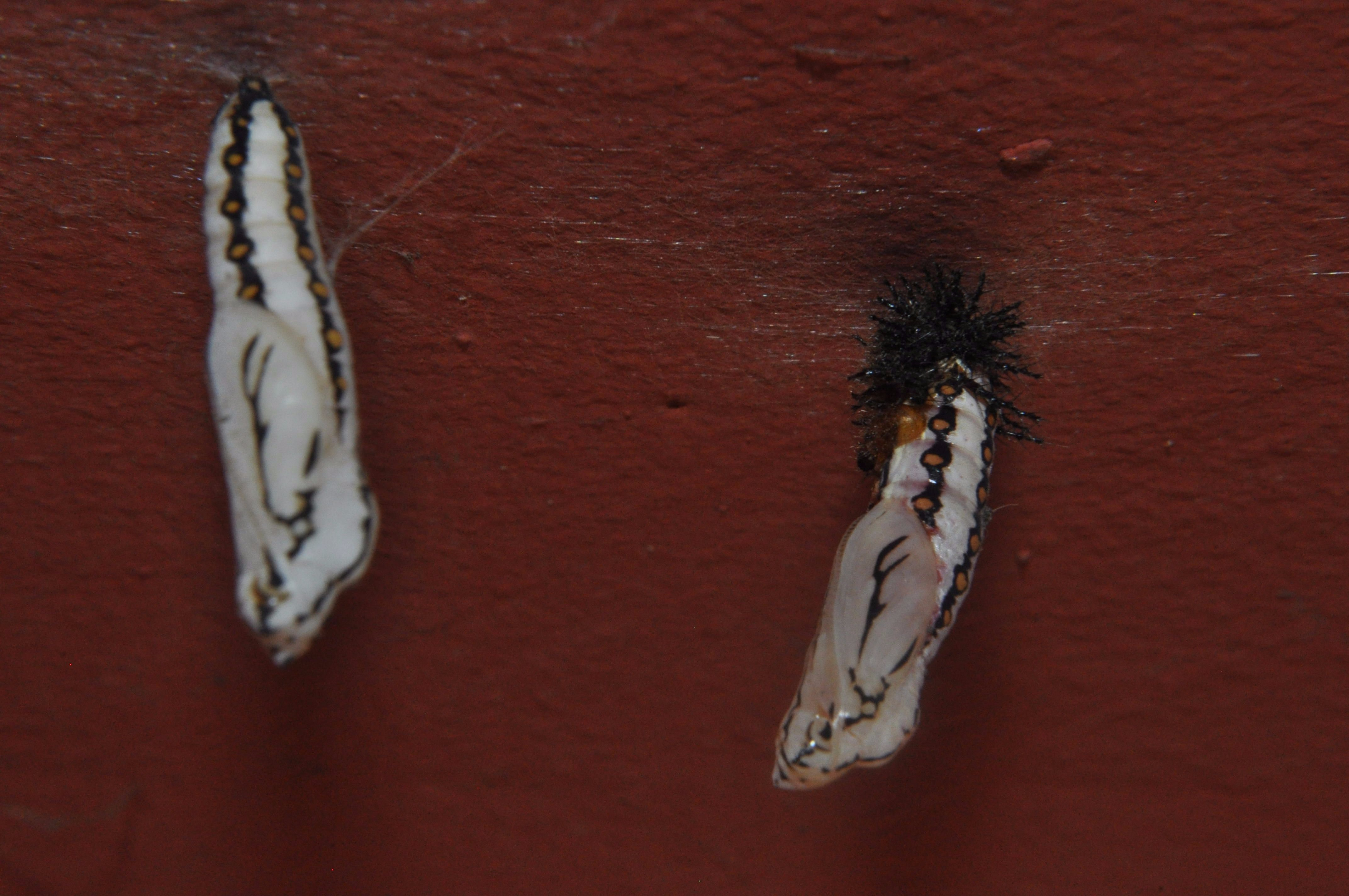
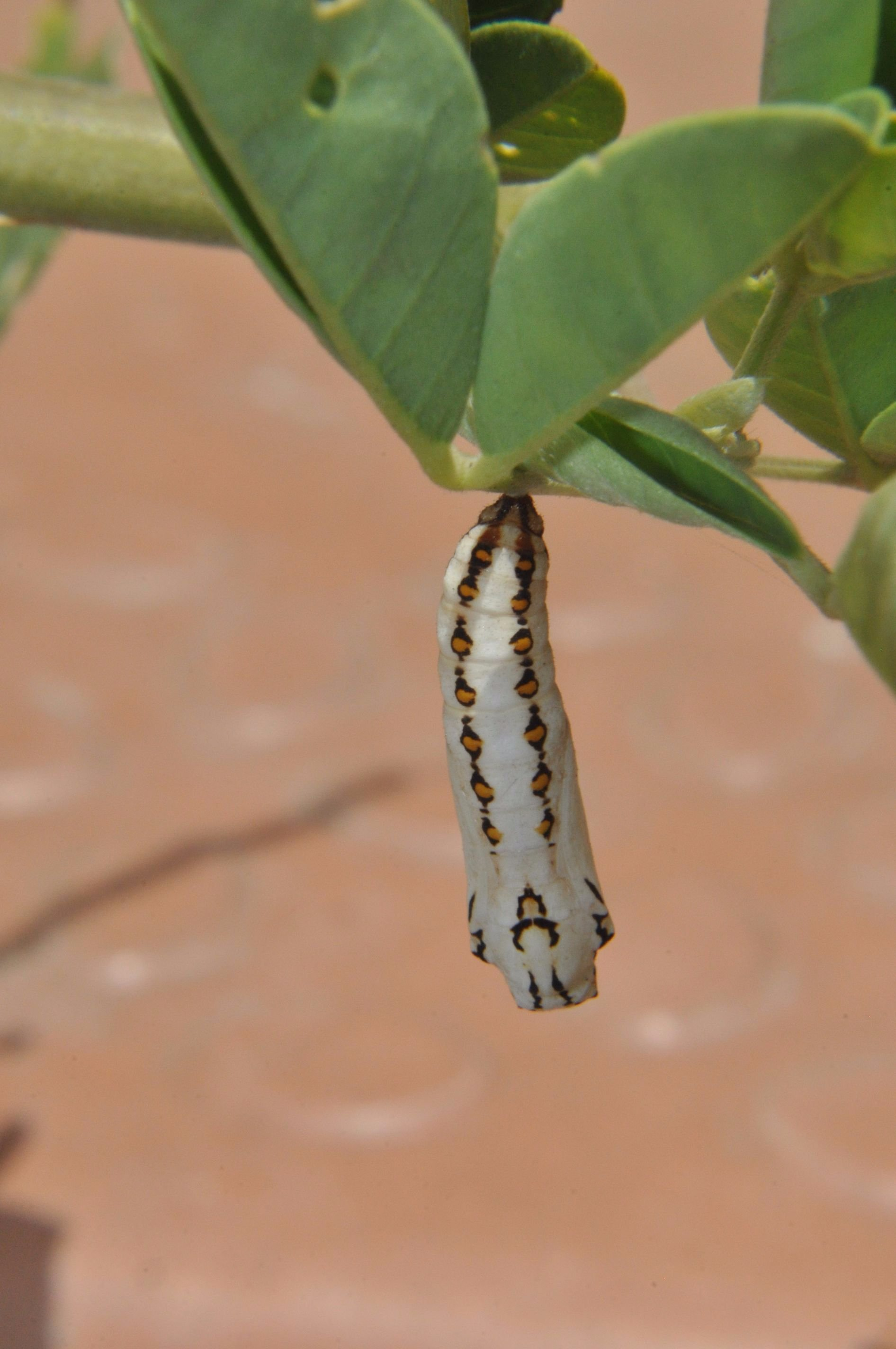